# Muzeum obrněné techniky Smržovka
Muzeum obrněné techniky Smržovka je největším soukromým tankovým muzeem ve střední Evropě. Bylo založeno v roce 1999 ve Smržovce v okrese Jablonec nad Nisou a dodnes se v něm konají různé akce, při kterých se předvádí divákům bojová technika v chodu. V současné době[kdy?] se v muzeu nachází zhruba 40 exponátů z druhé světové války i poválečného období.

## Exponáty
- Centurion
- T-72M1
- T-55
- VT-55
- T-34/85
- SD-100
- VP-90
- VT-34
- OT-810
- OT-64
- Tatra 810
- PLDVK 53/59
- Charioteer MK VII
- Comet
- Cromwell
- Ferret
- M36 Jackson
- M3A1
- M14 Halftrack
- GMC CCKW 353
- TD-9 Crawler
- Leopard 1
- AMX-13
- IS-2
- Vrak Sav m/43
- DAF YA-126
- AS-37

Dělostřelectvo:
- Flak 37
- Flak 38
- vz. 44
- PLVDK 53
- S-60
- ZiS-2